# Sjunik (miejscowość)
Sjunik – wieś w Armenii, w prowincji Sjunik. W 2011 roku liczyła 791 mieszkańców.